# Messancy
Messancy (en való Messanceye, en luxemburguès Miezeg) és un municipi belga de la província de Luxemburg a la regió valona. Es troba al costat de la frontera de Valònia amb Luxemburg i dins el territori conegut com a Arelerland. L'1 de gener del 2024 tenia 8.548 habitants.

## Localitats
El municipi està dividit en cinc seccions que agrupen les localitats de:
- Messancy: Differt, Longeau, Turpange
- Habergy: Bébange, Guelff
- Hondelange
- Sélange
- Wolkrange: Buvange

## Població
- 5 980 habitants en 1977
- 6 492 habitants en 1992
- 6 672 habitants en 1994
- 6 841 habitants en 1997
- 6 879 habitants en 1998
- 6 900 habitants en 1999
- 6 918 habitants en 2000
- 7 002 habitants en 2002
- 7 229 habitants en 2005
- 7 404 habitants en 2006
- 7 620 habitants en 2008
- 7 662 habitants en 2009
- 8 548 habiitants en 2024